# Ministro jefe de la provincia de Koshi
El ministro principal de la provincia de Koshi es el jefe de Gobierno de la provincia de Koshi. El primer ministro es designado por el gobernador de la provincia de conformidad con el artículo 167 de la Constitución de Nepal. El ministro principal permanece en el cargo durante cinco años o hasta que se disuelva la asamblea provincial, y no está sujeto a límites de mandato, siempre que tenga la confianza de la asamblea.
El actual ministro pes Hikmat Kumar Karki del PCN (Marxista-Leninista Unificado), en el cargo desde el 9 de mayo de 2024.

## Calificación
La Constitución de Nepal establece las calificaciones necesarias para ser elegible para el cargo de ministro principal. Un ministro principal debe cumplir los requisitos para convertirse en miembro de la asamblea provincial.
Un miembro de la asamblea provincial debe ser:
- un ciudadana de Nepal
- un votante de la provincia en preocupado
- de 25 años de edad o más
- No condenado por ningún delito penal
- No descalificada por ninguna ley.
- no tenencia cualquier oficina de ganancias

Además de esto, el ministro principal debe ser el líder del partido parlamentario con mayoría de escaños en la asamblea provincial. Si ningún partido tiene mayoría, el ministro principal debe tener mayoría en la asamblea con el apoyo de los otros partidos.

## Lista de ministros principales de la provincia de Koshi
| N.º                 | N.º | Retrato                 | Nombre                        | Inicio del mandato      | Finalización del mandato | Asamblea (elección) | Partido político           | Gabinete        | Ref.          |
| ------------------- | --- | ----------------------- | ----------------------------- | ----------------------- | ------------------------ | ------------------- | -------------------------- | --------------- | ------------- |
|                     | 1   |                         | Sherdhan Rai (Nacido en 1971) | 14 de febrero de 2018   | 26 de agosto de 2021     | 1st (2017)          | PCN (MLU)                  | S. D. Rai       | [ 4 ] [ 5 ]   |
| 2                   |     | Bhim Acharya            | 26 de agosto de 2021          | 1 de noviembre de 2021  | Acharya                  | 1st (2017)          | PCN (MLU)                  | [ 6 ] [ 7 ]     |               |
|                     | 3   |                         | Rajendra Kumar Rai            | 2 de noviembre de 2021  | 9 de enero de 2023       | 1st (2017)          | PCN (Socialista Unificado) | R. Rai          | [ 8 ] [ 9 ]   |
|                     | 4   |                         | Hikmat Kumar Karki            | 9 de enero de 2023      | 7 de julio de 2023       | 2nd (2022)          | PCN (MLU)                  | H. K. Karki I   | [ 10 ] [ 11 ] |
|                     | 5   |                         | Uddhav Thapa                  | 7 de julio de 2023      | 2 de agosto de 2023      | 2nd (2022)          | Congreso Nepalí            | Thapa I         | [ 12 ] [ 13 ] |
| 2 de agosto de 2023 | 5   | 8 de septiembre de 2023 | Uddhav Thapa                  | Thapa II                | [ 14 ] [ 15 ]            | 2nd (2022)          | Congreso Nepalí            |                 |               |
|                     | (4) |                         | Hikmat Kumar Karki            | 8 de septiembre de 2023 | 15 de octubre de 2023    | 2nd (2022)          | PCN (MLU)                  | H. K. Karki II  | [ 16 ] [ 17 ] |
|                     | 6   |                         | Kedar Karki                   | 15 de octubre de 2023   | 9 de mayo de 2024        | 2nd (2022)          | Congreso Nepalí            | K. Karki        | [ 18 ] [ 19 ] |
|                     | (4) |                         | Hikmat Kumar Karki            | 9 de mayo de 2024       | Titular                  | 2nd (2022)          | PCN (MLU)                  | H. K. Karki III | [ 2 ] [ 3 ]   |